# Дальний (Акмолинская область)
Дальний (каз. Дальний, бывшая геолого-разведочная партия № 41, впоследствии экспедиция) — упраздненное село в Енбекшильдерском районе Акмолинской области Казахстана. Входило в состав Краснофлотского сельского округа. Упразднено в 2001 году.

## Население
По переписи 1989 года в поселке Дальний проживало 1046 человек, русские — 59 %. В 1999 году население села составляло 1 человек (1 мужчина).